# Montevideo City Torque
El Montevideo City Torque, fundado originalmente con el nombre Club Atlético Torque en el año 2007, es un club de fútbol uruguayo con sede en Roque Graseras 694, en el barrio Punta Carretas de la ciudad de Montevideo.
El 6 de abril de 2017 se confirmó la conversión del club a sociedad anónima deportiva y la compra de la misma por parte del City Football Group. De esta manera, el club se sumó al conglomerado que incluye a Manchester City, New York City, Melbourne City, Girona, Bahia y Yokohama Marinos, y otros clubes que también son propiedad de este grupo o donde el mismo tiene participación. El 22 de enero de 2020 fue renombrado y tomó su denominación actual.
En 2025 competirá en la Primera División de Uruguay, luego de ascender de categoría en el campeonato uruguayo de Segunda División 2024.

## Historia
El equipo fue fundado como Club Atlético Torque el 26 de diciembre de 2007, por empresarios uruguayos que viven en Cancún. La intención de Raúl Aquino Reynoso era iniciar un proyecto diferente en el fútbol de Uruguay, que comenzara de cero con una idea clara y un objetivo preciso.
En el mes de agosto Raúl Aquino Jr contacta con Marcelo Yaurreche, interesado en el proyecto deportivo que exponía en su blog. Yaurreche, electromecánico de profesión, sería quien propuso del nombre Torque, entre varios que se manejaron en un principio, por ser una magnitud física relacionada con la física, ser corto y tener una fonética agradable.
La primera competición fue en la Liga de Punta Carretas en el año 2008, preparando los cimientos para el ingreso al fútbol de la Asociación Uruguaya de Fútbol.

### Ingreso en AUF
Participó en los campeonatos de la Asociación Uruguaya de Fútbol desde la temporada 2008-09, ingresando a la Segunda División Amateur, el tercer y último escalón dentro del fútbol uruguayo. Su crecimiento fue marcado desde sus primeros torneos.
Su primera temporada fue muy buena, logrando incluso salir campeón invicto del Torneo Clausura (8 victorias y 3 empates). Finalmente, perdió por 4:2 la final por el título de campeón de la temporada ante Oriental de La Paz. Cuando se supo que Oriental no iba a hacer uso de su posibilidad de ascenso a Segunda División, Torque presentó la solicitud de ascenso como subcampeón, pero fue rechazado por presentarse fuera de tiempo. En su segunda temporada, Torque finalizó en la tercera posición en el Apertura y en la quinta ubicación en el Clausura. En su tercer torneo, culminó en la tercera posición en la Tabla Anual, consiguiendo 50 puntos (15 victorias, 5 empates y solo 3 derrotas). Finalizada la misma, se frustró una fusión planeada con Huracán Football Club.

### Ascenso a Segunda División y profesionalismo
En el cuarto año, Torque logró su objetivo hasta entonces postergado: el título de campeón y el ascenso. Primero ganó el Apertura en forma invicta (11 victorias y 2 empates) y aunque el Clausura fue ganado por Canadian, Torque logró mantener el liderazgo en la Tabla Anual, lo que le otorgó ventaja en la definición. El 25 de julio de 2012, en La Bombonera, Torque derrotó 2:1 a Canadian, y de esa manera los dirigidos por Saúl Rivero fueron campeones uruguayos de Segunda Amateur por primera vez.
Torque debutó como club profesional el sábado 13 de octubre de 2012, en el Estadio Juan Antonio Lavalleja de Flores (donde ofició de local) venciendo a Miramar Misiones 2:1, anotando los dos goles del equipo celeste Jesús Toscanini. Dirigido por Saúl Rivero, el equipo realizó una extraordinaria campaña, siendo la revelación del torneo, finalizando en 5.ª posición, y derrotando al que era líder Tacuarembó F.C. en la última fecha del torneo regular por 4:0, anulándole a este equipo la posibilidad del ascenso. Rivero se marchó al Xelajú de Guatemala y fue susituido por su ayudante Hugo Pilo para los play-off por el tercer ascenso, donde elimina a Atenas de San Carlos y luego a Tacuarembó. En la final, Torque estuvo a punto de realizar historia y ser el primer equipo en ascender a Primera División después de una sola temporada de Segunda. Empataron 0:0 el primer partido, y ganaba 1:0 la revancha hasta el empate de Miramar Misiones dado en el minuto 88. En la última jugada del alargue, un claro penal sobre Jonathan Alvez no fue sancionado. Finalmente, en definición por tiros penales, el ascenso correspondió a los monitos de Villa Dolores. Además de Toscanini y Álvez, ese equipo contaba con otras figuras de alto nivel como Nicolás Milesi y Alejandro Hohberg.
La temporada siguiente marcó el primer retroceso de Torque, ya que finalizó último del torneo con solo 15 puntos, 8 menos que el penúltimo. De todas maneras, en esa temporada no hubo descensos.

### Compra del City Football Group y ascenso a Primera División
El City Football Group, dueño de los clubes Manchester City, New York City y Melbourne City entre otros, planificó ampliar sus bases anclando también en el fútbol sudamericano. El grupo inversor evaluó una cartera de posibilidades en el que incluían distintos equipos con capacidad de desarrollo en el continente, optando finalmente por Torque. La adquisición del club se hizo efectiva el 6 de abril de 2017.
Ese año 2017, dirigidos por Paulo Pezzolano, Torque formó un equipo muy fuerte para la categoría y logró el título con facilidad. Se destacaron en la campaña los futbolistas Diego Martiñones, Ernesto Goñi, Hernán Figueredo, Martín Bonjour, Jonathan Cubero, Julián Lalinde y Leonardo Pais, entre otros; sumados a refuerzos extranjeros de calidad como el venezolano Ferraresi, el colombiano Javier Calle y el argentino Valentín Castellanos. Apenas decretado el ascenso, Pezzolano anunció que no continuaría la siguiente temporada.
En el debut absoluto en Primera División, por el Torneo Apertura 2018, el conjunto dirigido por el argentino Pablo Marini cayó derrotado ante Nacional por 4 a 2 el 3 de febrero de 2018. Sin embargo, el 31 de marzo de 2018 logró su primera victoria en Primera División, en un partido que terminó 2 a 0 frente a Peñarol.
En su primera participación en el Torneo Intermedio, debutó en la Serie B empatando 2-2 con River Plate, le ganó a Atenas de San Carlos por 1-0 y tuvo su primer traspié al perder ante Boston River también por 1-0. Pero revivió y logró su segunda victoria ante Peñarol, esta vez por 4-3 de visitante y de atrás, lo cual marcó la supremacía que Torque tuvo ante los aurinegros. En la siguiente fecha derrotó a Defensor Sporting por 1-0, y en la última venció a Progreso por 2-0, llegando a 13 puntos, uno por encima de Peñarol, ganando así su grupo y definiendo el torneo ante Nacional, ganador de la Serie A. El 10 de junio se disputó la final del Torneo Intermedio 2018, y tras ir ganando por 2-0 termina perdiendo por 3-2. El 3 de noviembre de 2018 en partido clave por permanecer en primera división cae derrotado por Fénix 2 a 1 en el Parque Capurro. Tan solo sumar lo mantenía en la principal categoría, pero la derrota lo condujo nuevamente a la Segunda División.
A pesar del descenso, el equipo mantuvo a Marini como Director Técnico del equipo y un año después, volvería a Primera División, como campeón de la temporada 2019 de la Segunda División Profesional. Torque obtuvo 43 puntos (de 66 posibles) y el propio Pablo Marini fue elegido como el Mejor entrenador de la categoría.
El 22 de enero de 2020, en un evento realizado en la Rambla de Montevideo, el club anunció que pasaría a llamarse Montevideo City Torque, reforzando sus vínculos con el City Football Group. A su vez, renovó su escudo y anunció la construcción de un complejo deportivo de primer nivel. El abogado y político Pedro Bordaberry fue designado como asesor de la institución.

### Participaciones internacionales (2021, 2022)
En el Uruguayo 2020, ya con el nombre de Montevideo City, el equipo finaliza en quinto lugar (4.º lugar en la Tabla Anual, pero Rentistas ocupó el vicecampeonato siendo el 9.º club en la Anual) y obtuvo su primera clasificación a una copa internacional, logrando la clasificación para la Copa Sudamericana 2021. Allí eliminaron a Fénix en la fase previa y llegaron a la fase de grupos, donde realizaron una buena campaña superando al Bahía de Brasil pero sin lograr avanzar de fase, ya que sólo el primero avanzaba (Independiente de Avellaneda). La victoria 2-0 a Fénix fue el primer triunfo en competencia internacional, el 4-0 a Guabirá el primer triunfo frente a un equipo extranjero y el 4-2 en Salvador de Bahía frente a los locatarios fue el primer triunfo jugando en el extranjero.
En el Uruguayo 2021 vuelve a finalizar en cuarto lugar de la Tabla Anual, lo que le permitió debutar en la Copa Libertadores 2022 desde la primera fase, donde debió enfrentar a Barcelona de Guayaquil. Tras empatar en ambos partidos de la llave, fueron eliminados por penales. En el Uruguayo de ese año Torque ya no repitió campañas anteriores y finalizó 13°.

### Segundo descenso
A pesar de parecerse establecido bien en Primera División con anteriormente dos clasificaciones a copas, sólo duró 4 temporadas y es que en 2023 tras terminar décimo y haber llegado hasta la última fecha con chances de salvarse, un empate ante Nacional fue lo último de una corta estadía en Primera.

### Vuelta a Primera
Su paso por la segunda categoría del fútbol uruguayo fue breve, ya que logró el ascenso en la temporada 2024. Torque quedó 3º igualado en puntos con Uruguay Montevideo por lo que disputarón una serie a ida y vuelta para ver quien lograbá el segundo ascenso. Finalmente el conjunto ciudadano ganó la llave por un global 3:1 lo que le permitió volver a la primera categoría del fútbol uruguayo en menos de un año.

## Símbolos del Club

### Escudo y bandera
Con la compra del City Football Group, el club renovó su imagen institucional. El escudo actual del Montevideo City Torque se encuentra delimitado por el clásico anillo del grupo empresarial, para asemejarse con otros equipos del Grupo City y reforzar su sentido de pertenencia. En su interior, destaca una figura modernizada del Sol de Mayo uruguayo, que se encuentra sobre un fondo celeste, representando al cielo. En el medio del sol, se encuentra una figura azul que representa el efecto "torque". A ambos lados, y dentro del anillo exterior del escudo, aparecen cuatro olas en azul oscuro, aludiendo al Río de la Plata y a las cuatro franjas azules de la bandera nacional. Por último, el nombre del club, "Montevideo City Torque", se encuentra alrededor del emblema. La bandera posee en su interior el escudo del club, sobre un fondo de color celeste.
Evolución del escudo
|  |  |  |  |

## Uniforme

### Uniforme titular
Todas las camisetas titulares del Montevideo City Torque han sido celestes. Como particularidad, en 2016 y 2017, cuando el club se llamaba Torque, la camiseta incluyó una gran "T" azul en el pecho sobre fondo celeste. Las camisetas de alternativa en general son blancas, aunque fue gris en 2013. En 2016 y 2017 la alternativa fue blanca con una gran "T" azul.
En 2018 su uniforme fue confeccionado por la marca española Luanvi y desde 2019 es elaborado por Puma, por decisión del City Group.
| Primer uniforme | (Ver evolución) | Uniforme actual |  |

### Uniforme alternativo
Usualmente los uniformes alternativo del club suelen utilizar los colores blanco o dentro de la escala de grises, hasta detalles negros en alguna oportunidad.
| Primer uniforme | (Ver evolución) | Uniforme actual |  |

## Proveedores y patrocinadores
| Período   | Proveedor |
| --------- | --------- |
| 2008-2013 | Mgr Sport |
| 2012-2013 | Matgeor   |
| 2013-2016 | Fit       |
| 2017-2019 | Luanvi    |
| 2019-Act. | Puma      |

| Período       | Parte delantera           | Parte trasera             | Mangas o short  |
| ------------- | ------------------------- | ------------------------- | --------------- |
| 2012-2014     | Planet Travel             | Ninguno                   |                 |
| 2016          | Rinde 2                   | Ninguno                   |                 |
| 2017-2019     | Ninguno                   | Ninguno                   |                 |
| 2020          | Citycenz Giving           | Ninguno                   |                 |
| 2021-2023     | TCL                       | Hyundai                   | RSA Antel Anglo |
| 2024-2025     | Ultimate Sports Nutrition | Hyundai                   | Antel           |
| 2025-presente | Mart Plast La Trigueña    | Ultimate Sports Nutrition | Antel           |

## Infraestructura

### Estadio
El Montevideo City Torque no posee estadio propio, por lo que ofició mayoritariamente de local en el estadio Centenario, con capacidad para 60 235 espectadores. Hasta la temporada 2020, era el único club de la Primera División en presentar el Centenario como sede local, por lo que tenía su uso en exclusividad. Para ese torneo, trasladó su sede al estadio Charrúa, de 14 000 espectadores.
Cuando el City Football Group invirtió en el club, allegados a la institución sugirieron instalarse en otro departamento y generar una infraestructura en el interior del país, pero los inversores buscaron potenciar el crecimiento del club usando la marca de la capital uruguaya. A su vez, desde el City Football Group no ven como prioridad la construcción de un estadio en el futuro cercano, por lo que buscarán potenciar otras áreas institucionales.

### Sede social
La sede social del club se ubica en Roque Graseras 694, dentro del barrio Punta Carretas de la ciudad de Montevideo. Se proyecta que en los próximos años la sede pueda sufrir algún tipo de reforma o ampliación, o un posterior traslado para centralizar las funciones deportivas y administrativas en su nuevo complejo deportivo.

### Montevideo City Football Academy
El club cuenta con la ciudad deportiva Montevideo City Football Academy, una de cuatro academias en el mundo junto a las de Manchester, Melbourne y New York que  el City Football Group dispone. Se encuentra ubicado en Ciudad de la Costa (Canelones), cuenta con 95 000 metros cuadrados que incluyen cinco canchas de fútbol, una de ellas de césped sintético, y un edificio polivalente con los vestuarios, el gimnasio, el centro médico, el comedor y las oficinas del club.

## Datos del club
Datos actualizados para la temporada 2025
- Temporadas en Primera División Profesional: 6.º (2018, 2020-2023, 2025-)
  - Debut: 2018
  - Primer partido: Torque 2–4 Nacional, el 3 de febrero de 2018
  - Primer gol: Jhoaho Hinestroza (Torque 2–4 Nacional, el 3 de febrero de 2018)
  - Primer triunfo: Torque 2–0 Peñarol, el 31 de marzo de 2018
  - Mayor goleada en Primera División: Wanderers 2–8 Torque, el 5 de marzo de 2021
- Temporadas en Segunda División Profesional: 8 (2012-13 a 2017, 2019, 2024)
  - Debut: 2012-13
- Temporadas en Segunda División Amateur: 4 (2008-09 a 2011-12)
- Primer partido: Torque 0–2 Platense, el 12 de octubre de 2008[12]
- Primer gol en su historia: Gonzalo Larrosa (Torque 2–3 Uruguay Montevideo, el 26 de octubre de 2008)
- Primer triunfo: Torque 2–1 Basáñez, el 1 de noviembre de 2008

### Trayectoria
| Temporada              | División | Posición | Puntos |
| ---------------------- | -------- | -------- | ------ |
| 2008-09                | 2.ªB     | 7.º      | 38     |
| 2009-10                | 2.ªB     | 3.º      | 43     |
| 2010-11                | 2.ªB     | 4.º      | 50     |
| 2011-12                | 2.ªB     | 1.º      | 64     |
| 2012-13                | 2.ª      | 5.º      | 44     |
| 2013-14                | 2.ª      | 14.º     | 15     |
| 2014-15                | 2.ª      | 10.º     | 35     |
| 2015-16                | 2.ª      | 7.º      | 27     |
| 2016                   | 2.ª      | 6.ª      | 15     |
| 2017                   | 2.ª      | 1.º      | 53     |
| 2018                   | 1.ª      | 14.ª     | 41     |
| 2019                   | 2.ª      | 1.º      | 43     |
| Montevideo City Torque |          |          |        |
| 2020                   | 1.ª      | 5.º      | 61     |
| 2021                   | 1.ª      | 4.º      | 50     |
| 2022                   | 1.ª      | 13.º     | 36     |
| 2023                   | 1.ª      | 10.º     | 45     |
| 2024                   | 2.ª      | 2.º      | 54     |

Notas:
1. ↑  Montevideo City Torque finalizó en 4ª posición del Uruguayo 2020 en la Tabla Anual, pero el subcampeonato de Rentistas (ubicado 9°) lo desciende en una posición.
2. ↑  Montevideo City Torque ganó el desempate por el segundo ascenso ante Uruguay Montevideo.

## Palmarés
| Competición nacional                                      | Títulos              | Subcampeonatos |
| --------------------------------------------------------- | -------------------- | -------------- |
| Torneo Intermedio de Primera División (0/1)               |                      | 2018 I         |
| Copa AUF Uruguay (0/1)                                    |                      | 2023           |
| 'Segunda División Profesional' (2/1)                      | 2017, 2019           | 2024           |
| ' Torneo Competencia de Segunda División' (1)             | 2024                 |                |
| Tercera categoría de fútbol en Uruguay (1/1)              | 2011-12              | 2008-09        |
| Torneos Apertura y Clausura de la tercera categoría (2/0) | 2008-09 C, 2011-12 A |                |
|                                                           |                      |                |

### Torneos Amistosos
- Serie Río de la Plata: 2025

### Participación internacional
| Temporada | Competición       | Ronda          | Rival         | Local | Visita       | Global    |
| --------- | ----------------- | -------------- | ------------- | ----- | ------------ | --------- |
| 2021      | Copa Sudamericana | Primera fase   | Fénix         | 2–0   | 0–0          | 2–0       |
| 2021      | Copa Sudamericana | Fase de grupos | Bahia         | 2–2   | 2–4          | 2.º lugar |
| 2021      | Copa Sudamericana | Fase de grupos | Independiente | 1–1   | 3–1          | 2.º lugar |
| 2021      | Copa Sudamericana | Fase de grupos | Guabirá       | 4–0   | 0–4          | 2.º lugar |
| 2022      | Copa Libertadores | Primera fase   | Barcelona     | 1–1   | 0–0 (7-8 p.) | 1–1       |

## Montevideo City Football Femenino
El equipo de las ciudadanas comenzó su actividad en 2021. El presentó en sus redes con el mensaje "Hay un equipo nuevo pronto para salir a la cancha", en su primer año de competición  en el Campeonato Uruguayo Femenino Divisional B de 2021, club consiguió el 6.º lugar jugando la Ronda por el ascenso, anteriormente logró el primer lugar en el grupo A.  En 2022 el conjunto de las ciudadanas se consagró campeón de la Copa de Plata de la Divisional B. El club disputa sus partidos de local en su complejo en la Ciudad deportiva Montevideo City Football Academy.

### Indumentaria y patrocinador
| Indumentaria \| Período \| Proveedor \| \| -------------- \| --------- \| \| 2021– Presente \| Puma \| |           |
| Período                                                                                                | Proveedor |
| 2021– Presente                                                                                         | Puma      |

| Período       | Patrocinador principal | Patrocinador secundario |
| ------------- | ---------------------- | ----------------------- |
| 2021-presente | Si Si                  | Hyundai                 |

### Palmarés
| Competición nacional                                | Títulos | Subcampeonatos |
| --------------------------------------------------- | ------- | -------------- |
| Campeonato Uruguayo de Fútbol Femenino Divisional B | 2022    |                |

Torneos Amistosos
- Super 4 (1): 2021